# Luis Antonio Martínez Mateo
Luis Antonio Martínez Mateo, meglio noto come Junior (Madrid, 4 luglio 1997), è un calciatore spagnolo naturalizzato dominicano, centrocampista del Calahorra.

## Carriera

### Club
Ha giocato tra la terza e la quarta divisione spagnola.

### Nazionale
Il 24 marzo 2019 ha esordito con la nazionale dominicana giocando l'incontro perso 1-3 contro Bermuda, valido per la CONCACAF Nations League.

## Statistiche

### Cronologia presenze e reti in nazionale
| Cronologia completa delle presenze e delle reti in nazionale ― Rep. Dominicana | Cronologia completa delle presenze e delle reti in nazionale ― Rep. Dominicana | Cronologia completa delle presenze e delle reti in nazionale ― Rep. Dominicana | Cronologia completa delle presenze e delle reti in nazionale ― Rep. Dominicana | Cronologia completa delle presenze e delle reti in nazionale ― Rep. Dominicana | Cronologia completa delle presenze e delle reti in nazionale ― Rep. Dominicana | Cronologia completa delle presenze e delle reti in nazionale ― Rep. Dominicana | Cronologia completa delle presenze e delle reti in nazionale ― Rep. Dominicana |
| Data                                                                           | Città                                                                          | In casa                                                                        | Risultato                                                                      | Ospiti                                                                         | Competizione                                                                   | Reti                                                                           | Note                                                                           |
| ------------------------------------------------------------------------------ | ------------------------------------------------------------------------------ | ------------------------------------------------------------------------------ | ------------------------------------------------------------------------------ | ------------------------------------------------------------------------------ | ------------------------------------------------------------------------------ | ------------------------------------------------------------------------------ | ------------------------------------------------------------------------------ |
| 24-3-2019                                                                      | Santiago de los Caballeros                                                     | Rep. Dominicana                                                                | 1 – 3                                                                          | Bermuda                                                                        | CONCACAF Nations League 2019-2020 - Qualificazioni                             | -                                                                              |                                                                                |
| Totale                                                                         |                                                                                | Presenze                                                                       | 1                                                                              |                                                                                | Reti                                                                           | 0                                                                              |                                                                                |